# Łazy (Piaseczno)
Pour les articles homonymes, voir Łazy.
Łazy (prononciation : [ˈwazɨ]) est un village polonais de la gmina de Lesznowola dans le powiat de Piaseczno de la voïvodie de Mazovie dans le centre-est de la Pologne.
Il se situe à environ 3 km à l'ouest de Lesznowola (siège de la gmina), 8 km à l'ouest de Piaseczno (siège du powiat) et à 16 km au sud-ouest de Varsovie (capitale de la Pologne).
Le village compte approximativement une population de 2 078 habitants en 2010.
Sur le territoire du village se situe l'émetteur grandes ondes de Raszyn.

## Histoire
De 1975 à 1998, le village appartenait administrativement à la voïvodie de Varsovie.